# J.J. Eubanks
John Hugh Eubanks, detto J.J. (Louisville, 13 novembre 1968), è un ex cestista statunitense.

## Carriera

Eubanks nel 2003 alla Viola Reggio Calabria

Di ruolo guardia-ala, nella sua carriera è stato un autentico giramondo. Ha infatti giocato negli Stati Uniti, in Canada, Italia, Grecia, Israele, Giappone, Argentina, Porto Rico, Venezuela e Cipro.
Eubanks arrivò nella Serie A1 italiana nell'estate 1992, ingaggiato dal Basket Rimini. Venne schierato solo nelle prime quattro giornate di campionato – tutte perse – in cui mise a referto rispettivamente 44, 18, 42 e 26 punti, dopodiché la dirigenza biancorossa decise di tagliarlo nonostante la sua media di 32,5 punti a partita, sostituendolo con Larry Middleton.
Successivamente tornò a militare nelle leghe nordamericane, con in mezzo una breve parentesi in Grecia allo Sporting Atene.
In vista della stagione 1994-1995 approdò in Israele al Maccabi Ramat Gan. Il 9 ottobre 1994 entrò nella storia del campionato israeliano con il record di 101 punti segnati in una singola partita: in quell'incontro, vinto 66-161 contro il Beitar Ramat Gan, Eubanks tirò con il 31/35 da due, il 9/22 da tre e il 12/14 ai liberi. Chiuse poi la stagione con 30,9 punti di media e il titolo di capocannoniere del campionato. Rimase in Israele anche l'anno seguente, quando realizzò 22,4 punti di media con l'Hapoel Eilat.
Dopo aver giocato in Giappone tra il 1996 e il 1998 e dopo una breve parentesi a Porto Rico nel 1999, Eubanks volò in Argentina per indossare i colori dell'Estudiantes de Olavarría, con cui si laureò campione nazionale e divenne per due volte capocannoniere del campionato (con 25,9 punti di media nella stagione 1998-1999 e 27,5 punti nella stagione 1999-2000). La tappa successiva fu in Venezuela, quindi firmò con i ciprioti dell'AEL Limassol con cui stabilì anche questo caso – come avvenuto in precedenza in Israele – il record nazionale di punti in una singola partita, quando nel febbraio 2001 ne realizzò 84 nella vittoria per 152-73 sul PAEEK. Nell'aprile 2001 tornò poi in Argentina, accasandosi questa volta all'Atenas Córdoba per terminare il campionato 2000-2001. Qui fu confermato anche per la stagione seguente, tuttavia nel novembre 2001 venne tagliato dal tecnico Horacio Seguí (decisione che si rivelò azzeccata, dato che la squadra finì per invertire il trend negativo diventando campione d'Argentina a fine stagione).
La seconda parentesi italiana di Eubanks iniziò nel dicembre 2001, tesserato dalla Viola Reggio Calabria a stagione in corso. Al momento del suo arrivo, la formazione calabrese aveva un ruolino di 0 vittorie e 11 sconfitte, ma grazie anche all'apporto di Eubanks riuscì a invertire la tendenza e a centrare la salvezza con un bilancio finale di 13 vittorie e 23 sconfitte. Confermato, Eubanks l'anno seguente fu vice capocannoniere della regular season della Serie A con 19,5 punti (dietro al solo Boris Gorenc di Varese), prestazioni che contribuirono a fare arrivare i nero-arancio fino ai quarti di finale play-off, persi solamente nella decisiva gara 5 sul campo della Benetton Treviso dopo essere stati avanti 2-0 nella serie. Eubanks cominciò l'annata 2003-2004 tornando al suo primo club israeliano, nel frattempo ribattezzato Ironi Ramat Gan, ma rescisse dopo una sola partita per rientrare a Reggio Calabria per disputare un'ultima stagione in riva allo Stretto, nella quale viaggiò a 15,7 punti a partita. Nonostante la volontà da parte della società reggina di prolungare il contratto per una quarta stagione, si ritirò dal basket giocato nel 2004, all'età di 36 anni.